# Roger Grau
Roger Grau (Elna, 3 de desembre del 1915 - 23 de novembre del 1988) va ser un historiador nord-català, germà de Gilbert Grau.

## Biografia
S'especialitzà en arqueologia i en numismàtica. Participà en les excavacions d'Elna, descobrí la Clusa i creà el museu d'Elna, del qual fou conservador fins al 1972. Publicà diversos treballs als Études Roussillonnaises, al CERCA i en altres revistes. Participà en el moviment catalanista Nostra Terra. A la primeria del 1958, sota la impulsió del dramaturg Esteve Albert, i amb l'ajuda d'artistes i intel·lectuals com Jaume Llado, Pere Ponsich i Jordi Barre, es constituí a Elna un grup de teatre popular en català amb el propòsit de donar accés a la cultura catalana a la joventut nord-catalana. Foren representades algunes obres d'Esteve Albert però sobretot el seu Pessebre Vivent del Rosselló. Roger Grau es cuidà un cert temps del Grup, que s'anomenaria més tard Grup Pyrene. Fou secretari del Grup Rossellonès d'Estudis Catalans del 1967 al 1968 i col·laborà en la Universitat Catalana d'Estiu de Prada.

## Obres
- Elne-Illiberis: archéologie, histoire. Guide des monuments (1967-1970).